# 吹本賢児
吹本 賢児（ふきもと けんじ、1978年8月15日 - ）は、日本の男性プロレスラー。大阪府堺市出身。血液型O型。プロレスリングFREEDOMS所属。

## 経歴
プロレスラーを目指して栗栖ジムに入門し、1998年1月28日のなみはやドームで川畑顕との対戦で共にデビュー。 その後大阪を中心としてインディー団体を転々とし、アメリカへも遠征している。2007年にはIWA–MS主催のアメリカのデスマッチトーナメントKing Of The Death Matchesに出場するも一回戦でドレイク・ヤンガーに敗れ去った。
2011年8月のデスマッチトーナメントよりプロレスリングFREEDOMSに参戦し、 葛西純を始めFREEDOMSメンバーに対し言動で抗争を巻き起こしたが、返り討ちに遭い続け2012年3月には葛西に対しリング上で謝罪する。だが、その後葛西率いるUNCHAINのメンバーに加わったことからFREEDOMSにレギュラー参戦するようになり、2013年8月29日にはFREEDOMSへ正式に入団した。
2015年7月29日、新木場大会で佐々木貴&GENTAROの持つKING of FREEDOM WORLD TAG王座に藤田ミノルとの三次元殺法コンビで挑戦し勝利。
2016年3月23日、後楽園ホール大会で葛西純の持つKING of FREEDOM WORLD王座に挑戦しルアーや釣竿を凶器に使用し対戦するも敗北。
2017年、大日本プロレス主催一騎当千にFREEDOMS所属選手として単独参戦。ルアー、釣竿、ホットプレート、ガジェットなどを駆使しAブロックを2位通過。準決勝で高橋匡哉相手に敗退するが、好成績が認められ、"黒天使"沼澤邪鬼と組んで大日本最侠タッグリーグ戦にも参戦した。
2022年5月3日、神奈川・横浜武道館大会にてビオレント・ジャックとのマスカラ・コントラ・ペイント～有刺鉄線ボード＆ガジェットボード＆＋αデスマッチを敢行し敗戦。ペイントを辞めることになった。
5月13日、謎のメキシコマスクマン・「ドブネズミ・フッキー」がリングに登場しE.R.Eと結託した。正体は不明なものの、吹本賢児のSNSがそのままドブネズミ・フッキーへ移行している。

## 人物
- 顔面のペイントと達者な関西弁が特徴。一人称は「ワイ」で、葛西純などのプロレス関係者やファンなどからは「フッキー」と呼ばれている。
- 大のビール好き。
- 2015年FREEDOMS新春興行での「あなたの初夢叶えます権争奪ワンデートーナメント」において、初夢としてアメリカのデスマッチ団体での武者修行を希望していた。

## 得意技
パッケージパイルドライバー
クローズライン
大阪臨海アッパー
ライガーボム
ルアー

## タイトル歴
- J2Kヘビー級王座
- FUCK!認定世界DQN級王座
- FTO認定ローカルインディータッグ王座
- KING of FREEDOM WORLD TAG王座

## 入場曲
- Last Resort（パパ・ローチ）

## テレビ出演
- 『水曜日のダウンタウン』（2017年6月7日、TBS） - 葛西純と「デスマッチプロレスラー」のコンビ名で漫才を披露。